# Ameromyia
Ameromyia is een geslacht van mierenleeuwen. Het wordt gerekend tot de tribus Brachynemurini van de Myrmeleontidae.
Het geslacht werd voor het eerst wetenschappelijk beschreven door Nathan Banks in 1913. Hij gaf als typesoort op Brachynemurus strigosus Banks, 1909 en deelde ook de soort Myrmeleon nigriventris Walker, 1860 bij het geslacht in. Deze soorten komen voor in Zuid-Amerika.

## Soorten[2]
- Ameromyia dimidiata
- Ameromyia hirsuta
- Ameromyia longiventris
- Ameromyia modesta
- Ameromyia muralli
- Ameromyia nigriventris
- Ameromyia pentheri
- Ameromyia pleuralis
- Ameromyia protensa
- Ameromyia pubiventris
- Ameromyia stevensi
- Ameromyia strigosa
- Ameromyia tendinosa

Al deze soorten komen voor in Zuid-Amerika.